# Pivola
Pivola – wieś w Słowenii, w gminie Hoče-Slivnica. W 2018 roku liczyła 673 mieszkańców.